# 베르너 에크
베르너 에크(Werner Egk, 1901년 5월 17일~1983년 7월 10일)는 독일의 작곡가로서, 독학으로 작곡을 배웠다. 베를린 국립가극장 지휘자 등을 거쳐서 1950년부터 1953년까지 베를린 음악학교장을 역임하였다. 작품은 근대적 수법을 그의 고향인 바이에른 지방의 향토적 음악의 스타일 속에 교묘히 살리고 있다. 주요 작품에는 오페라 <마법의 바이올린>(1936), <올림픽 음악>(1936) 등이 있다. 1949년에 발레 <아브라크사스>에서는 전기악기 '트라우트늄'을 사용하였다.